# 県南落語組合
県南落語組合（けんなんらくごくみあい）は、大分県佐伯市で生まれた、落語を基本活動に据えた社会人グループ。
1985年に、矢野大和、簀河原真一、宮明邦夫の3名を設立メンバーとして発足。2010年現在、会員は17名。会長の泥谷玄生、副会長の疋田勝也はともに学校長退職者で、会の活動に二度目の人生を楽しみながら満喫している。
活動の主眼においている出張寄席は、年間数百回を数えている。社会人がグループとして文化活動を続けていく様々なスタイルの中で、地域と密着し、求められれば自ら出かけてその地で寄席を開催し、笑いで交流する県南落語組合のユニークさは際立っていると評価され、大分県一村一品努力賞、大分合同新聞文化賞特別賞・サントリー地域文化大賞などを受賞している。